# Suurisaari (ö i Finland, Södra Savolax, Pieksämäki, lat 62,27, long 27,06)
Suurisaari är en ö i Finland. Den ligger i sjön Naarajärvi och i kommunen Pieksämäki i den ekonomiska regionen  Pieksämäki ekonomiska region  och landskapet Södra Savolax, i den södra delen av landet, 260 km nordost om huvudstaden Helsingfors. Öns area är 6,1 hektar och dess största längd är 420 meter i sydväst-nordöstlig riktning.